# John Adams Whipple

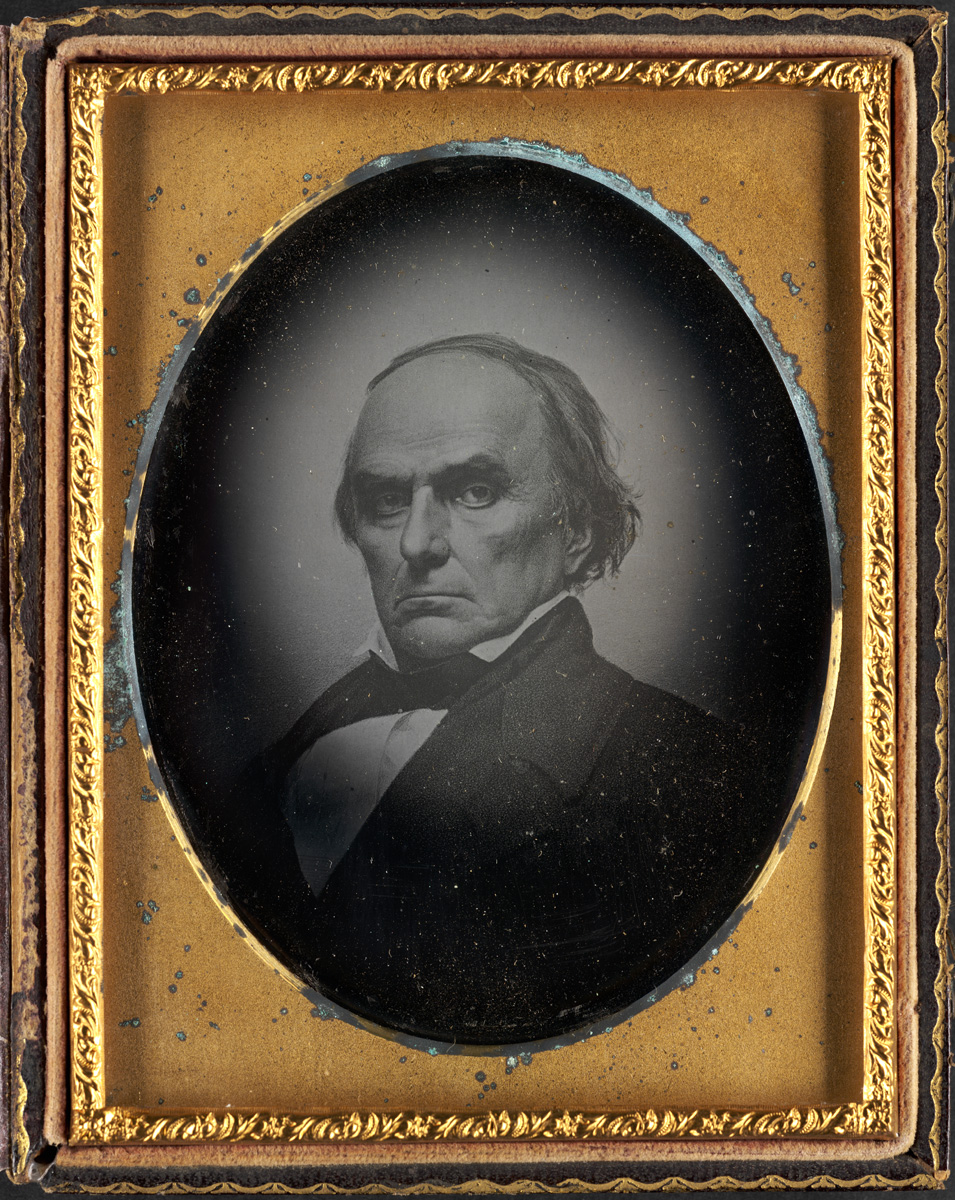
Porträt von Daniel Webster von J. A. Whipple, um 1847

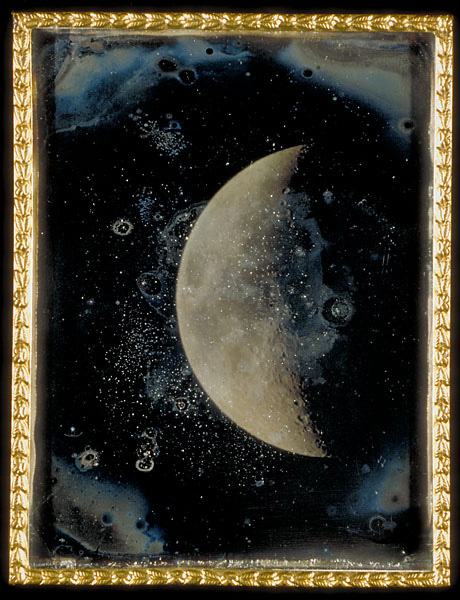
Blick auf den Mond von Whipple, 26. Februar 1852

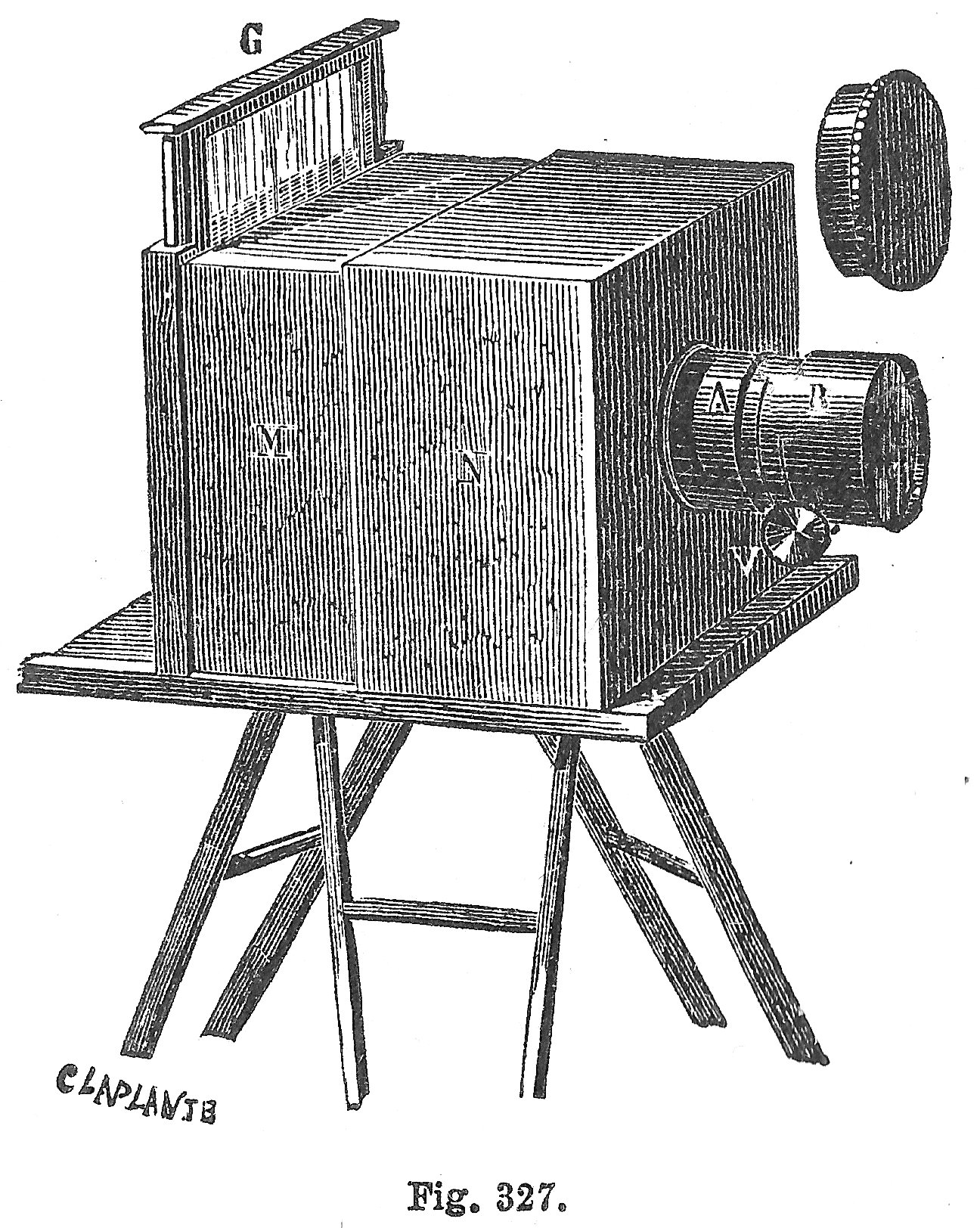
Daguerreotypie-Fotoapparat

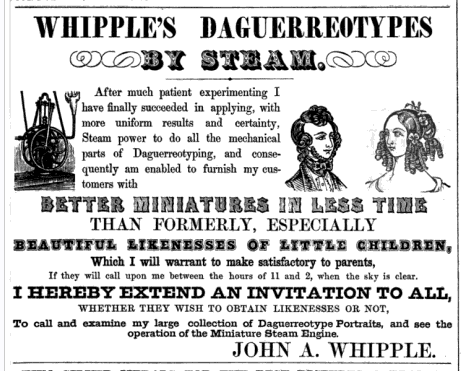
Whipple-Anzeige

John Adams Whipple (* 10. September 1822 in Grafton, Massachusetts, Vereinigte Staaten; † 10. April 1891 in Cambridge) war ein US-amerikanischer Erfinder und Pionier der Fotografie.

## Leben
Die Eltern von John Adams Whipple (Vater Jonathan Whipple (* 7. Juli 1795; † 10. November 1851) und Mutter Melinda Grout (* 1799; † Juni 1863)) schenkten der Erziehung ihres Sohnes viel Aufmerksamkeit. Bereits als Junge hatte sich Whipple intensiv mit der Chemie beschäftigt. Als 1839 der chemische Prozess der Daguerreotypie in den USA bekannt wurde, war er der erste, der die erforderlichen Fotochemikalien herstellte.
Da seine Gesundheit unter der Arbeit mit den Chemikalien litt, wandte er sich fortan mehr der Fotografie zu. Seine erste Daguerreotypie fertigte er mit einer selbstgebauten Kamera an, wobei er das Glas einer Sonnenbrille als Linse und eine Schachtel für Kerzen als Gehäuse verwendete. Als „fotografische Platte“ diente der Stiel eines Silberlöffels. Gemeinsam mit James Wallace Black gründete er in Boston das Fotostudio Whipple and Black und wurde im Laufe der Zeit zu einem bekannten Porträtfotografen. Darüber hinaus fotografierte er bekannte Gebäude in Boston und Umgebung.
Die Hochzeit mit Ehefrau Elizabeth Mann (* 1. November 1819; † 1891) fand am 12. Mai 1847 in Boston statt.

## Wirken
Whipple wurde zu einem Pionier auf dem Gebiet der Astrofotografie. Zusammen mit dem Astronomen William Cranch Bond fertigte er im Jahr 1850 am Harvard-College-Observatorium die ersten Aufnahmen eines Sterns, der Wega, an. Für ihre detaillierten Aufnahmen des Erdmondes wurden Whipple und Bond 1851 auf der Weltausstellung im Londoner Kristallpalast ausgezeichnet. 
Ab 1863 benutzte Whipple elektrisches Licht, um nächtliche Aufnahmen von Boston zu erstellen. Er machte mehrere Erfindungen auf dem Gebiet der Fotografie, u. a. Crystallotypien (Daguerreotypien auf Glas), von denen Papierabzüge hergestellt werden konnten.
Das Grab von John Adams Whipple befindet sich in Westborough.

## Ausstellungen
Whipples Fotografien werden heute in mehreren Museen ausgestellt, z. B. im Metropolitan Museum of Art in New York.